# إنريكي وولف
إنريكي وولف (بالإسبانية: Enrique Wolff)‏ (21 فبراير 1949 في الأرجنتين - ) هو لاعب كرة قدم أرجنتيني في مركز الدفاع، شارك في كأس العالم 1974. وشارك مع منتخب الأرجنتين لكرة القدم. أما مع النوادي، فقد لعب مع أرجنتينوس جونيورز وتيغري وريال مدريد وريفر بليت ونادي راسينغ ونادي لاس بالماس.

## وصلات خارجية
- إنريكي وولف على موقع الاتحاد الدولي (مؤرشف)  (الإنجليزية)
- إنريكي وولف على موقع قاعدة بيانات كرة القدم.إي يو (الإنجليزية)
- إنريكي وولف على موقع ناشيونال فوتبول تيمز (الإنجليزية)
- إنريكي وولف على موقع عالم كرة القدم.نت (الإنجليزية)